# Флонхайм
Флонхайм (нем. Flonheim) — община в Германии, в земле Рейнланд-Пфальц. 
Входит в состав района Альцай-Вормс. Подчиняется управлению Альцай-Ланд.  Население составляет 2647 человек (на 31 декабря 2010 года). Занимает площадь 14,95 км².
Коммуна подразделяется на 2 сельских округа.

## Фотографии

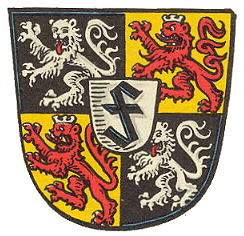
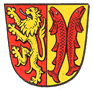